# Љубав је рај
Љубав је рај је тринаести студијски албум певачице Снежане Ђуришић. Објављен је за ПГП-РТБ, 04. маја 1992. године, као ЛП и касета. Продуцент албума је Миша Мијатовић. На овом албуму налази се један од највећих хитова у каријери Снежане Ђуришић - песма Клео се, клео.

## Песме на албуму
| Бр. | Песма                       | Музика             | Текст           | Аранжман        |
| --- | --------------------------- | ------------------ | --------------- | --------------- |
| 1.  | Клео се, клео               | Зоран Старчевић    | Суада Демировић | Зоран Старчевић |
| 2.  | Не знам да л' сам те волела | Драган Александрић | Мила Јанковић   | Јосип Бочек     |
| 3.  | Шта ја имам од живота       | Миша Мијатовић     | Весна Петковић  | Миша Мијатовић  |
| 4.  | Што ми више не долазиш      | Миша Мијатовић     | Весна Петковић  | Миша Мијатовић  |
| 5.  | Љубав је рај                | Миша Мијатовић     | Весна Петковић  | Миша Мијатовић  |
| 6.  | Певам за љубави старе       | Зоран Старчевић    | Зоран Поповић   | Зоран Старчевић |
| 7.  | Откад те нисам видела       | Миша Мијатовић     | Весна Петковић  | Миша Мијатовић  |
| 8.  | Љубави моја                 | Зоран Старчевић    | Зоран Старчевић | Зоран Старчевић |

## Информације о албуму
- Продуцент: Миша Мијатовић
- Тон-мајстор: Драган Вукићевић
- Фотографије: Ђани Гол
- Дизајн: Иван Ћулум